# 黃腹藍豔螢金花蟲
黃腹藍豔螢金花蟲（学名：Arthrotus adbominalis）为金花蟲科豔螢金花蟲屬下的一个种。